# Arvaikheer
Arvaikheer (en mongol:Арвайхээр) és la capital de la província d'Övörkhangai (aimag) situada al centre de Mongòlia.
És un centre d'artesania tradicional, ramaderia de cabres i esports amb cavalls amb un gran festival anual. Arvaikheer té 25.622 habitants (estimació del 2008).
Disposa d'aeroport (AVK/ZMAH) amb pista sense asfaltar i vols regulars amb Ulan Bator i Altai.